# لويس كويانتس
لويس كويانتس (بالإسبانية: Luis Collantes)‏ هو لاعب كرة قدم بيروفي في مركز الوسط، ولد في 12 نوفمبر 1982 في ليما في بيرو. لعب مع نادي يونيفرسيتاريو.

## وصلات خارجية
- لويس كويانتس على موقع قاعدة بيانات كرة القدم.إي يو (الإنجليزية)